# Mesnil-Bruntel
Mesnil-Bruntel est une commune française située dans le département de la Somme, en région Hauts-de-France.

## Géographie

### Localisation
À l'est du département de la Somme, dans le canton de Péronne, Mesnil-Bruntel fait partie de la région naturelle du Santerre. Le village est situé en lisière de marécages dont les fossés s'écoulent lentement dans le fleuve dormant de la Somme.

### Hydrographie

#### Réseau hydrographique
La commune est située dans le bassin Artois-Picardie. Elle est drainée par les Aulnaies de Bruntel et un autre petit cours d'eau.

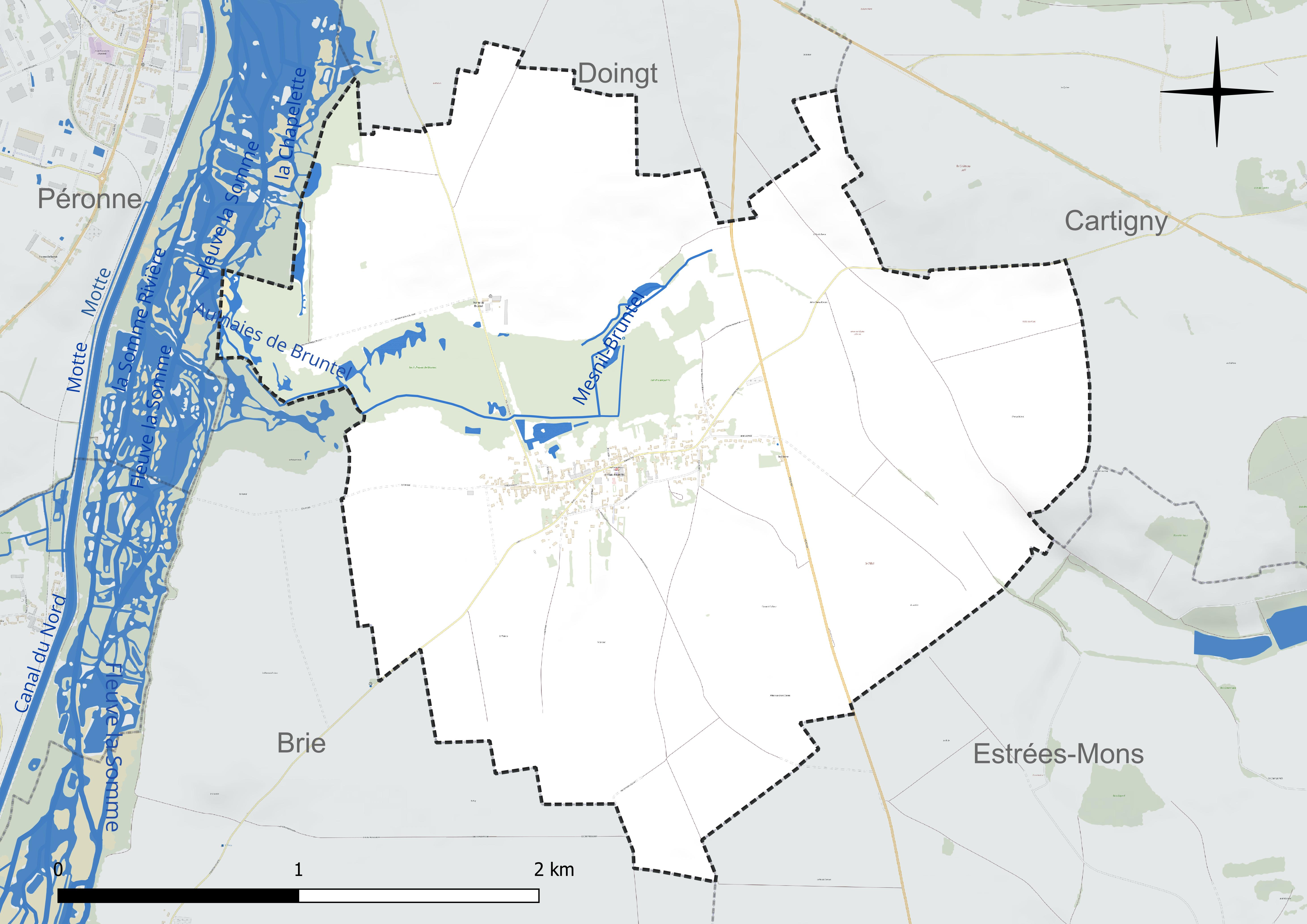
Réseau hydrographique de Mesnil-Bruntel.

#### Gestion et qualité des eaux
Le territoire communal est couvert par le schéma d'aménagement et de gestion des eaux (SAGE) « Haute Somme ». Ce document de planification concerne un territoire de 1 798 km2 de superficie, délimité par le bassin versant de la Haute Somme est constitué d'un réseau hydrographique complexe de cours d'eau, de marais, d'étangs et de canaux. Le périmètre a été arrêté le 21 avril 2006 et le SAGE proprement dit a été approuvé le 15 juin 2017. La structure porteuse de l'élaboration et de la mise en œuvre est le syndicat mixte d'aménagement hydraulique du bassin versant de la Somme (AMEVA).
La qualité des cours d'eau peut être consultée sur un site dédié géré par les agences de l'eau et l'Agence française pour la biodiversité.

### Climat
Pour des articles plus généraux, voir Climat des Hauts-de-France et Climat de la Somme.
En 2010, le climat de la commune est de type climat océanique dégradé des plaines du Centre et du Nord, selon une étude du CNRS s'appuyant sur une série de données couvrant la période 1971-2000. En 2020, Météo-France publie une typologie des climats de la France métropolitaine dans laquelle la commune est exposée à un climat océanique et est dans la région climatique Nord-est du bassin Parisien, caractérisée par un ensoleillement médiocre, une pluviométrie moyenne régulièrement répartie au cours de l'année et un hiver froid (3 °C).
Pour la période 1971-2000, la température annuelle moyenne est de 10,5 °C, avec une amplitude thermique annuelle de 15 °C. Le cumul annuel moyen de précipitations est de 702 mm, avec 11,8 jours de précipitations en janvier et 9,1 jours en juillet. Pour la période 1991-2020, la température moyenne annuelle observée sur la station météorologique la plus proche, située sur la commune d'Estrées-Mons à 4 km à vol d'oiseau, est de 11,0 °C et le cumul annuel moyen de précipitations est de 647,5 mm,. Pour l'avenir, les paramètres climatiques de la commune estimés pour 2050 selon différents scénarios d'émission de gaz à effet de serre sont consultables sur un site dédié publié par Météo-France en novembre 2022.
| Mois                                  | jan.           | fév.             | mars           | avril           | mai           | juin          | jui.           | août           | sep.          | oct.          | nov.            | déc.           | année      |
| ------------------------------------- | -------------- | ---------------- | -------------- | --------------- | ------------- | ------------- | -------------- | -------------- | ------------- | ------------- | --------------- | -------------- | ---------- |
| Température minimale moyenne (°C)     | 1,3            | 1,4              | 3,3            | 5,1             | 8,5           | 11,2          | 13             | 13             | 10,4          | 7,8           | 4,5             | 1,9            | 6,8        |
| Température moyenne (°C)              | 3,7            | 4,3              | 7,3            | 10,1            | 13,6          | 16,4          | 18,7           | 18,6           | 15,5          | 11,6          | 7,3             | 4,3            | 11         |
| Température maximale moyenne (°C)     | 6,1            | 7,2              | 11,2           | 15,1            | 18,6          | 21,6          | 24,4           | 24,3           | 20,5          | 15,4          | 10,1            | 6,6            | 15,1       |
| Record de froid (°C) date du record   | −15,8 07.01.09 | −12,7 07.02.1991 | −10,2 13.03.13 | −3,3 21.04.1991 | −1 07.05.1997 | 1,5 05.06.12  | 4,6 11.07.1993 | 4,6 29.08.1989 | 0,7 30.09.18  | −4,8 29.10.03 | −9,1 24.11.1998 | −12,5 18.12.10 | −15,8 2009 |
| Record de chaleur (°C) date du record | 14,7 09.01.15  | 18,6 26.02.19    | 24 31.03.21    | 27 20.04.18     | 30,9 28.05.17 | 34,9 18.06.22 | 41,9 25.07.19  | 38,4 12.08.03  | 34,4 15.09.20 | 27,6 01.10.11 | 19,8 07.11.15   | 16,6 07.12.00  | 41,9 2019  |
| Précipitations (mm)                   | 49,6           | 43,8             | 45,8           | 37,1            | 58,8          | 59,8          | 56,6           | 65,2           | 51,3          | 58,2          | 57,9            | 63,4           | 647,5      |

## Urbanisme

### Typologie
Au 1er janvier 2024, Mesnil-Bruntel est catégorisée commune rurale à habitat dispersé, selon la nouvelle grille communale de densité à sept niveaux définie par l'Insee en 2022.
Elle est située hors unité urbaine. Par ailleurs la commune fait partie de l'aire d'attraction de Péronne, dont elle est une commune de la couronne,. Cette aire, qui regroupe 52 communes, est catégorisée dans les aires de moins de 50 000 habitants,.

### Occupation des sols
L'occupation des sols de la commune, telle qu'elle ressort de la base de données européenne d'occupation biophysique des sols Corine Land Cover (CLC), est marquée par l'importance des territoires agricoles (83,3 % en 2018), une proportion identique à celle de 1990 (83,3 %). La répartition détaillée en 2018 est la suivante : 
terres arables (83,3 %), forêts (11,3 %), zones urbanisées (5,4 %). L'évolution de l'occupation des sols de la commune et de ses infrastructures peut être observée sur les différentes représentations cartographiques du territoire : la carte de Cassini (XVIIIe siècle), la carte d'état-major (1820-1866) et les cartes ou photos aériennes de l'IGN pour la période actuelle (1950 à aujourd'hui).

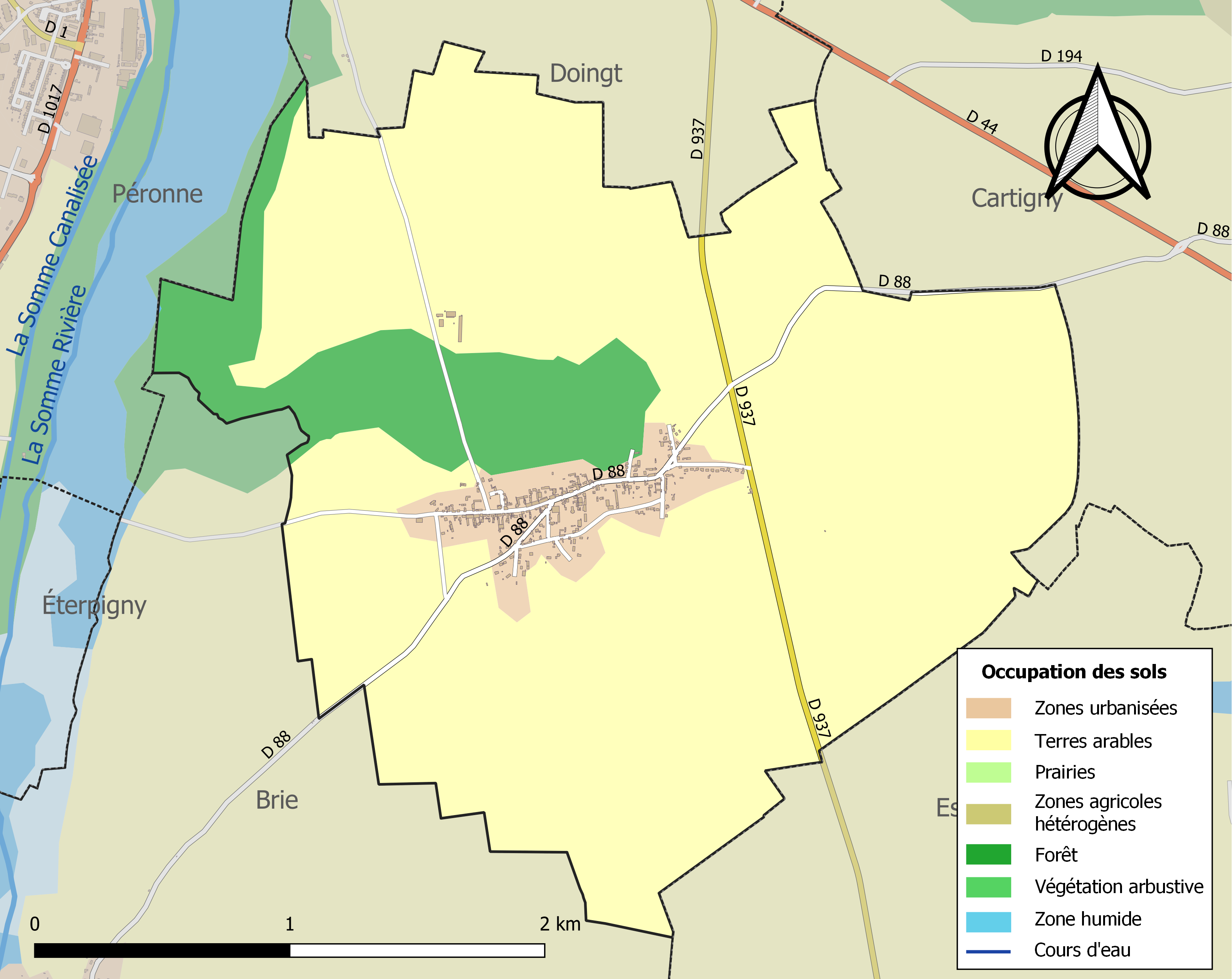
Carte des infrastructures et de l'occupation des sols de la commune en 2018 (CLC).

## Toponymie
Le nom de la localité est attesté sous les formes Mesnilium entre 1214-1245 ; Maisnil en 1220 ; Mesnil-lez-Brunetel en 1567 ; Bruntel en 1633 ; Mesnil-Bruntel en 1638 ; Le Menil-Brunetel en 1733 ; Le Ménil-Bruntel en 1757 ; Le Mesnil en 1764 ; Mesnil-Brunthel en 1773 ; Le Menil en 1778 ; Le Mesnil-Bruntel en 1836.

« Mesnil », toponyme très répandu en France, à partir de Mansionem, le bas latin a créé un nouveau terme dérivé du mot latin mansionile, diminutif de mansio, demeure, habitation, maison. Devenu en français médiéval maisnil, mesnil, « maison avec terrain ». Au XVIe siècle, Mesnil a reçu le déterminant complémentaire du château-fort de Brunetel.
Bruntel est une ancienne ferme dépendant du Mesnil-Bruntel, attestée sous les formes Bruletel au  XIIIe siècle ; Brunetel en 1320 ; Brunatel en 1392 ; Brunetelle en 1573 ; Brenetelle en 1592 ; Bruntel en 1741 ; Brunnetel en 1770.

## Histoire

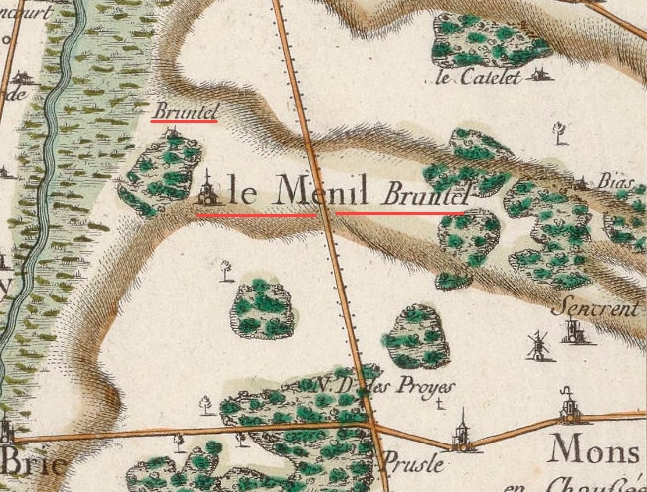
Carte de Cassini du secteur
(vers 1750).

Une histoire ancienne peut encore se deviner à travers la toponymie du nom des lieux. Mais, pour les vestiges, il ne reste plus rien d'avant la Grande Guerre (1914-1918). Le village sur la ligne du front allemand fut entièrement détruit par les tirs nourris de l'artillerie des alliés située sur la rive sud de la Somme à Eterpigny. Seuls une écurie et un portail sont restés debout.
Les nombreuses invasions dont cette région fut le théâtre, depuis l'Antiquité jusqu'au Moyen Âge, ont fini par faire disparaître l'habitat dispersé qui jalonnait le terroir. Ainsi, le village d'origine Emme n'a laissé aucune trace (il reste une chapelle Notre-Dame d'Emme reconstruite pour témoigner du lieu). Mesnil, Mesnilium, Mensionile, désignait un hameau. Le village actuel n'est donc pas le bourg d'origine. Bruntel correspond à la seule ferme isolée qui demeure à l'extérieur du village. Ce lieu-dit correspond au château de Brunnetel (ce mot viendrait du celtique brunnen qui désignait une fontaine).
Vers 539, sainte Radegonde alors prisonnière de Clotaire Ier dans le village voisin d'Athies, aurait été rattrapée sur le site d'Emme en tentant de s'enfuir vers Péronne. Mariée par l'évêque Médard de Noyon à Soissons, elle devint bientôt la quatrième épouse du roi des Francs.
En 974, le roi Lothaire de France, sur les instances de son épouse Emma d'Italie et de l'archevêque Adalberon de Reims, accorde différentes possessions dont l'église d'Emme à l'abbaye de Saint-Thierry. Il est probable que l'impératrice Emma avait des droits particuliers sur ce domaine auquel elle a donné son nom.
Au XIIIe siècle, on peut penser que le village d'Emme fut ruiné. Le domaine seigneurial a été transféré à Brunnetel et la paroisse (instituée en 1076) au village actuel de Mesnil.
En 1636, le château de Brunnetel fut assiégé et détruit par les Espagnols commandés par Jean de Wert et le cardinal-Infant Ferdinand d'Autriche (1609-1641).

## Politique et administration
| Période                                  | Période                       | Identité             | Étiquette | Qualité                                                                            |
| ---------------------------------------- | ----------------------------- | -------------------- | --------- | ---------------------------------------------------------------------------------- |
| Les données manquantes sont à compléter. |                               |                      |           |                                                                                    |
| mars 2001                                | En cours (au 25 juillet 2020) | Jean-Dominique Payen |           | Vice-président de la CC de la Haute-Somme (2014 → ) Réélu pour le mandat 2020-2026 |

## Population et société

### Démographie
L'évolution du nombre d'habitants est connue à travers les recensements de la population effectués dans la commune depuis 1793. Pour les communes de moins de 10 000 habitants, une enquête de recensement portant sur toute la population est réalisée tous les cinq ans, les populations de référence des années intermédiaires étant quant à elles estimées par interpolation ou extrapolation. Pour la commune, le premier recensement exhaustif entrant dans le cadre du nouveau dispositif a été réalisé en 2005.

En 2022, la commune comptait 289 habitants, en stagnation par rapport à 2016 (Somme : −1,26 %, France hors Mayotte : +2,11 %).
| 1793 | 1800 | 1806 | 1821 | 1831 | 1836 | 1841 | 1846 | 1851 |
| ---- | ---- | ---- | ---- | ---- | ---- | ---- | ---- | ---- |
| 324  | 364  | 382  | 423  | 445  | 436  | 441  | 450  | 434  |

| 1856 | 1861 | 1866 | 1872 | 1876 | 1881 | 1886 | 1891 | 1896 |
| ---- | ---- | ---- | ---- | ---- | ---- | ---- | ---- | ---- |
| 429  | 461  | 476  | 442  | 430  | 424  | 428  | 426  | 395  |

| 1901 | 1906 | 1911 | 1921 | 1926 | 1931 | 1936 | 1946 | 1954 |
| ---- | ---- | ---- | ---- | ---- | ---- | ---- | ---- | ---- |
| 375  | 376  | 377  | 245  | 270  | 278  | 283  | 288  | 293  |

| 1962 | 1968 | 1975 | 1982 | 1990 | 1999 | 2005 | 2006 | 2010 |
| ---- | ---- | ---- | ---- | ---- | ---- | ---- | ---- | ---- |
| 280  | 259  | 277  | 326  | 341  | 329  | 306  | 311  | 302  |

| 2015 | 2020 | 2022 | - | - | - | - | - | - |
| ---- | ---- | ---- | - | - | - | - | - | - |
| 291  | 287  | 289  | - | - | - | - | - | - |

### Enseignement
Un syndicat intercommunal scolaire (SISCO) regroupe les communes de Doingt-Flamicourt et Mesnil-Bruntel.
En 2015, les cinq classes du RPI (regroupement pédagogique intercommunal) qui ne forment qu'une seule école sont installées sur trois sites : Flamicourt (deux classes), Doingt (deux classes) et Mesnil (une classe).

## Culture locale et patrimoine

### Lieux et monuments
Les reconstructions après la Grande Guerre vers 1922-1924 ont utilisé pour une part des architectures d'emprunt à la région parisienne (selon disponibilité des maîtres-d'œuvre).
Les marécages, autrefois ressources de bois et de tourbe, forment aujourd'hui un espace naturel de proximité pour les pêcheurs, chasseurs et promeneurs.
- Chapelle Notre-Dame d'Emme, du nom d'un ancien village disparu, propriété de sainte Radegonde[23].

Maison reconstruite après la Grande Guerre.
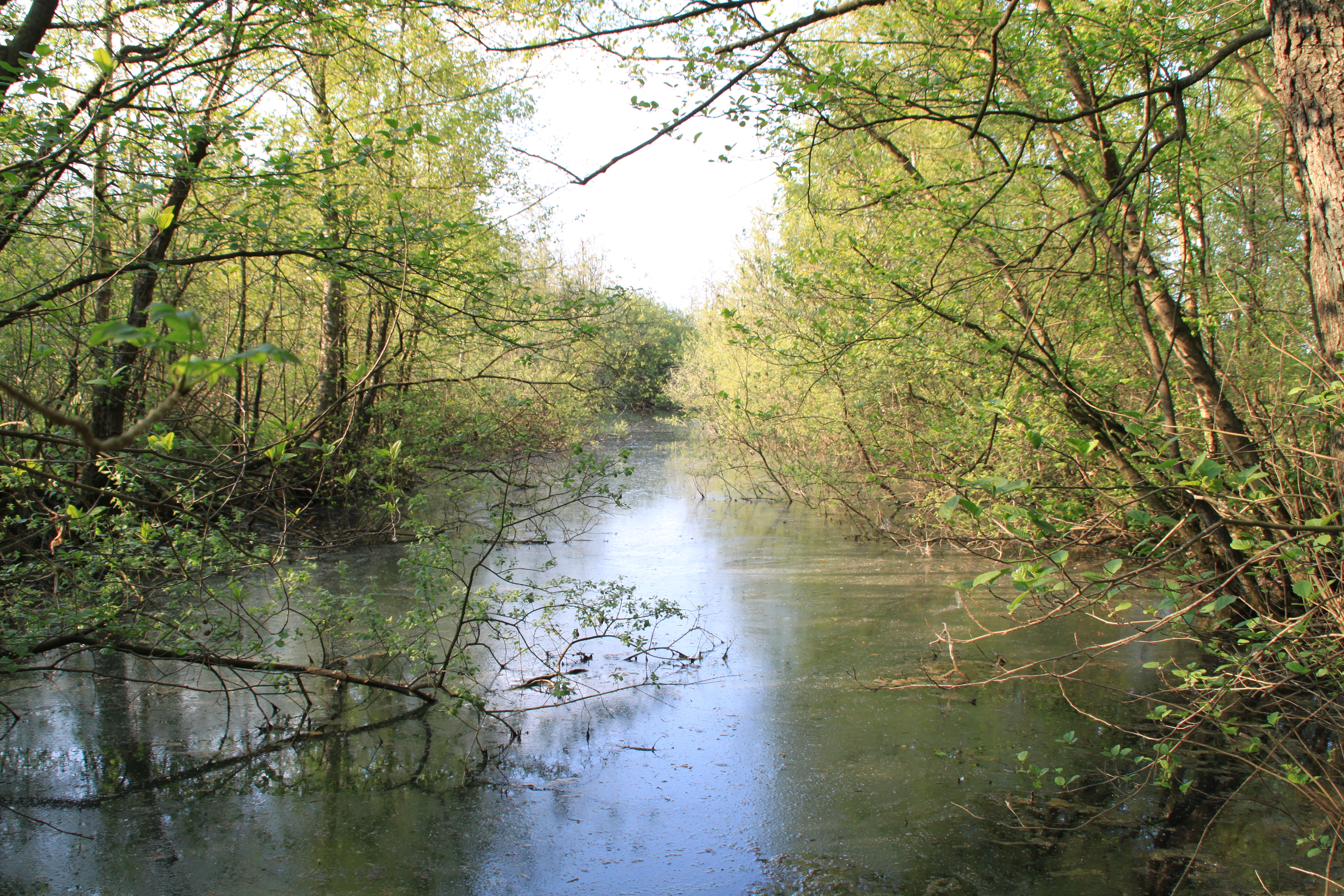
Marécage de la Somme.

### Cartes postales anciennes

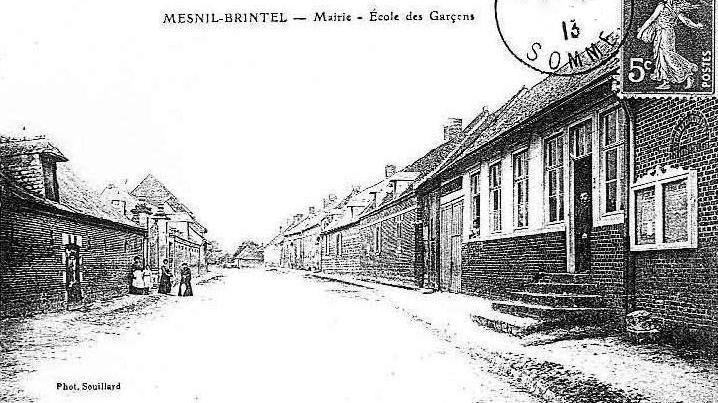
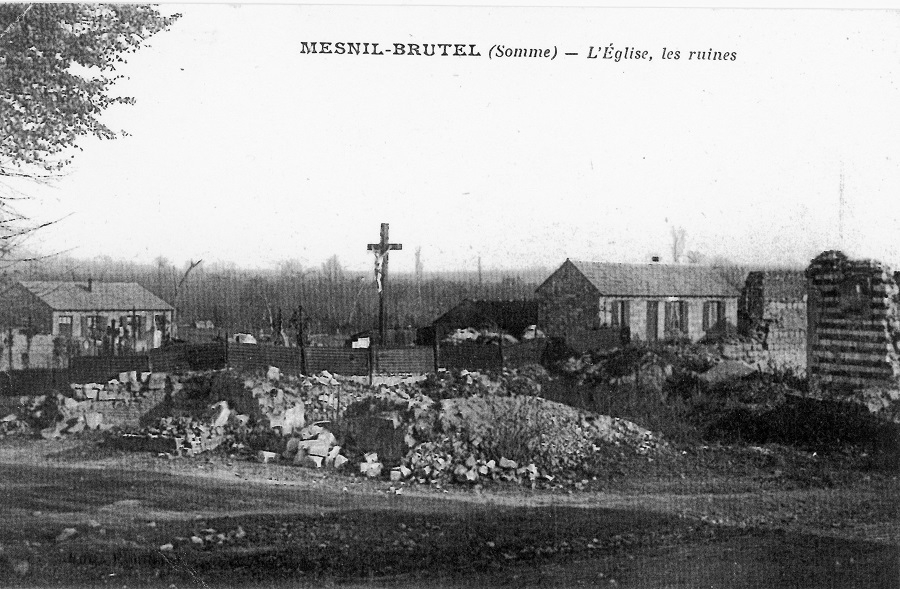
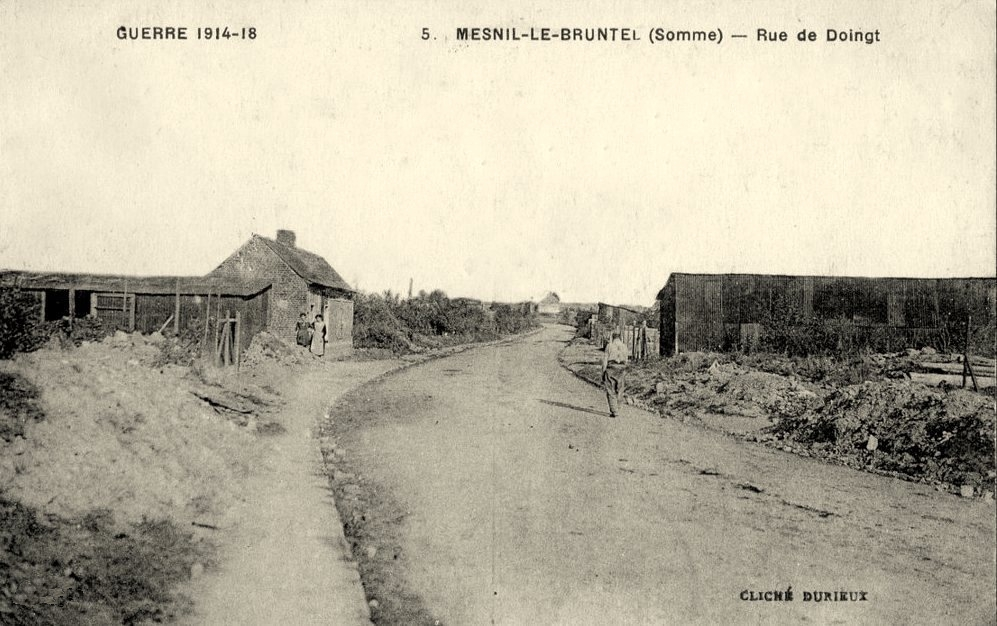
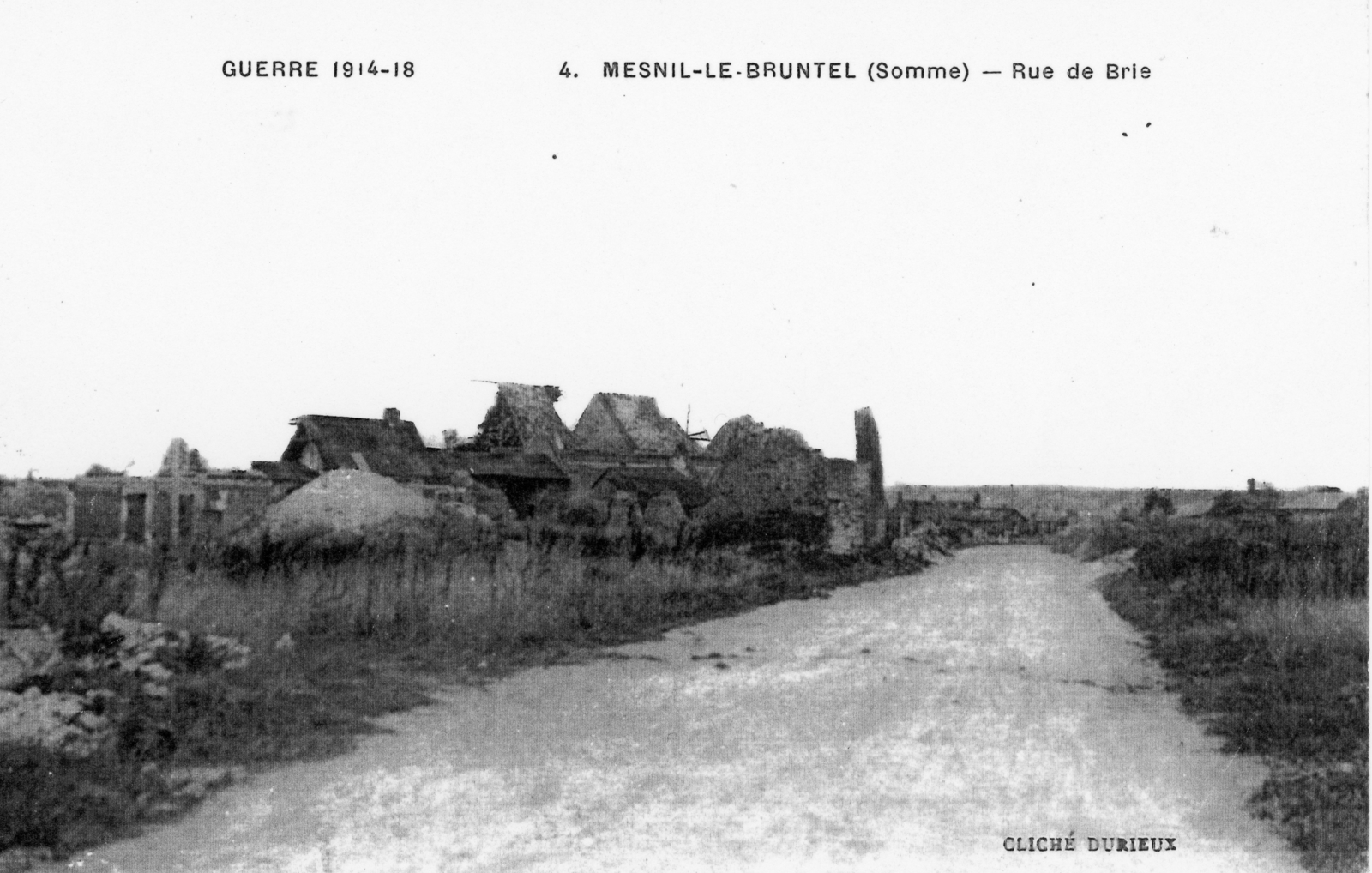
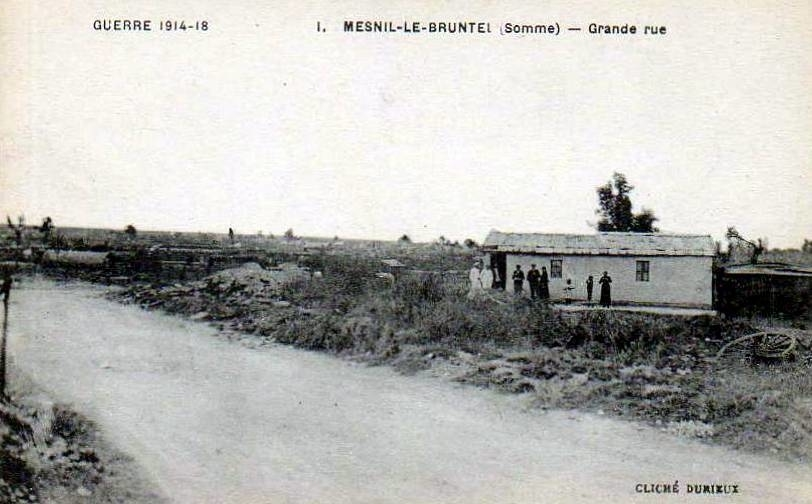
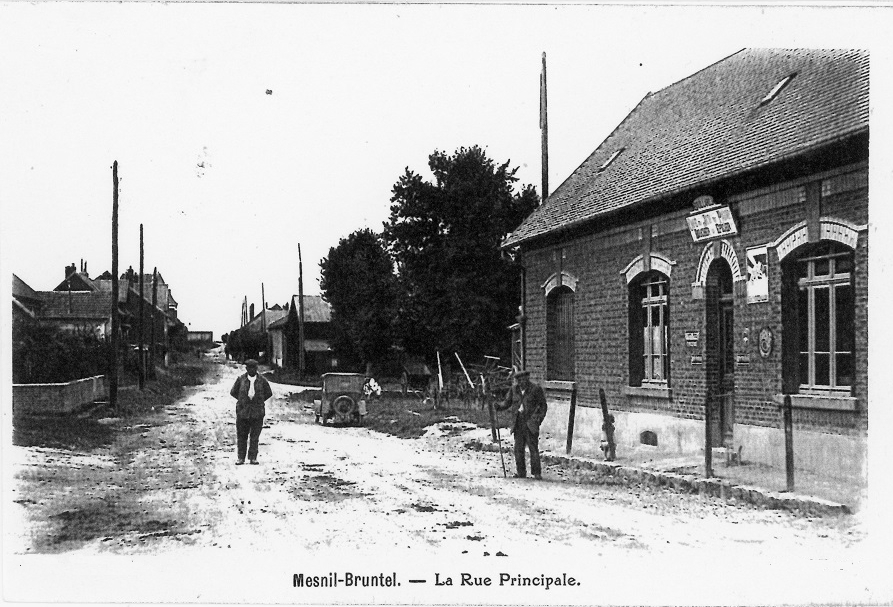

## Héraldique
| Blason de Mesnil-Bruntel | Blason  | Écartelé: aux 1er et 4e échiqueté d'or et de gueules de cinq tires de cinq points, aux 2e et 3e de gueules au lion d'argent armé, lampassé et couronné d'or. |
| Blason de Mesnil-Bruntel | Détails | Adopté en septembre 2023 |